# Кастро Маркес, Изиане
 Изиане Кастро Маркес (порт. Iziane Castro Marques; род. 13 марта 1982 года, Сан-Луис, штат Мараньян, Бразилия) — бразильская профессиональная баскетболистка, выступавшая в амплуа свингмэна. Неоднократный призёр различных международных соревнований в составе национальной сборной Бразилии. Участница Олимпиады 2004 года в Афинах. На её счету 11 проведённых сезонов в ВНБА – лучший результат среди бразильских баскетболисток.

## Биография
Кастро Маркес первые шаги в баскетболе сделала в родном городе Сан-Луис, где уже в 15 лет подписала свой первый профессиональный контракт. С 2001 года карьера баскетболистки резко пошла в гору: дебют во взрослой сборной на Чемпионате Америки, а затем Изиане поехала покорять Европу и начала с Испании. За 11 лет, проведенных в Старом Свете, Кастро Маркес выступала за 11 команд из 7 стран. В составе французского «Пэйс д’экс Баскет» становилась обладателем кубка Европы, причём в этом турнире она была лучшая в команде по количеству очков, набранных в среднем за матч, – 18,7, участник Финала четырёх Евролиги – 2010 в составе польской «Вислы Кэн-Пак». Не обошла стороной Изиане и Россию, где в свои 22 года дебютировала в Екатеринбурге, вместе с Иоландой Гриффит она помогла УГМК выиграть бронзу чемпионата России (32 игры, в среднем за игру – 18,2 очка, 4,6 подб., 2,2 перед.), впервые стать обладателем кубка России, в финале которого был обыгран самарский «ВБМ-СГАУ», а Маркес набрала 15 очков (3-й показатель в игре). Вернувшись через два года в Россию, Изиане долго не продержалась: 3 игры в первенстве и 1 игра в Евролиге – вот и вся статистика выступления за «Спарту энд К», после чего она отправилась на свою Родину.
В 2013 году после окончания очередного первенства Бразилии она включена в «символическую пятёрку» чемпионата, при этом имеет лучший результат среди всех баскетболисток по набранным очкам — 21,9 (в среднем за игру). В следующем году Изиане вновь лучший бомбардир чемпионата Бразилии (16,4 очка). Сезон 2015 года, в бразильском первенстве, вновь выявил Изиану лучшим бомбардиром турнира (20,6) и включил её в «символическую пятёрку» чемпионата.

### WNBA
Карьера Изиане Кастро Маркес в WNBA шла по восходящей, первые сезоны она провела в клубах-аутсайдерах, затем три года подряд проигрыш в четвертьфинале. Лучшие свои достижения Изиане показала в составе «Атланты Дрим»: 2-кратный финалист плей-оффа лиги, 2-кратный победитель Восточной конференции WNBA (2010, 2011). В 2010 году она стала второй бразильянкой после Эрики де Соузы, включённой в состав матча звёзд WNBA (16 минут, 2 очка, 2 подбора, 1 передача). В 2012 году Изиане перешла в «Вашингтон Мистикс», в котором играла только вторую часть сезона с августа по сентябрь.
На 2013 год Изиане Кастро Маркес провела больше всех сезонов в заокеанской лиге – 11, из всех там игравших бразильянок.
| Клуб                            | Сезон | Чемпионат | Чемпионат | Чемпионат | Чемпионат | Плей-офф | Плей-офф | Плей-офф | Плей-офф |
| Клуб                            | Сезон | Игр       | Очк       | Подб      | Перед     | Игр      | Очк      | Подб     | Перед    |
| ------------------------------- | ----- | --------- | --------- | --------- | --------- | -------- | -------- | -------- | -------- |
| «Майами Сол» (Майами)           | 2002  | 19        | 3,5       | 0,9       | 0,4       | -        | -        | -        | -        |
| «Финикс Меркюри» (Финикс)       | 2003  | 16        | 4,3       | 0,8       | 0,6       | -        | -        | -        | -        |
| «Сиэтл Шторм» (Сиэтл)           | 2005  | 33        | 8,2       | 2,9       | 1,5       | 3        | 5,7      | 1        | 1,3      |
| «Сиэтл Шторм» (Сиэтл)           | 2006  | 34        | 7,2       | 2,1       | 1,4       | 3        | 9,7      | 2,7      | 2,7      |
| «Сиэтл Шторм» (Сиэтл)           | 2007  | 34        | 12,3      | 2,8       | 2,8       | 2        | 10       | 2        | 2        |
| «Атланта Дрим» (Атланта)        | 2008  | 29        | 9,3       | 2,2       | 1,8       | -        | -        | -        | -        |
| «Атланта Дрим» (Атланта)        | 2009  | 34        | 14,4      | 2,2       | 1         | 2        | 16       | 1,5      | 4,5      |
| «Атланта Дрим» (Атланта)        | 2010  | 34        | 16,9      | 1,7       | 2,6       | 7        | 16,9     | 2,4      | 2        |
| «Атланта Дрим» (Атланта)        | 2011  | 34        | 7,6       | 1,7       | 1,7       | 8        | 13,6     | 2        | 1        |
| «Вашингтон Мистикс» (Вашингтон) | 2012  | 11        | 3,1       | 1,1       | 0,7       | -        | -        | -        | -        |
| «Коннектикут Сан» (Анкасвилл)   | 2013  | 28        | 6,0       | 1,7       | 1,0       | -        | -        | -        | -        |

### Сборная Бразилии
В первом же турнире за сборную Бразилии, чемпионат Америки в 2001 году, Изиане завоевала «золото». Трёхкратный участник мировых форумов по баскетболу (2002, 2006, 2010).
В 22 года она стала участником Олимпиады – 2004, где показала в играх блестящие результаты: 15 очков в среднем за матч (2-й показатель в команде), 3,7 подбора (3-й показатель), 2,5 атакующих передач (2-й показатель). Последующие олимпийские игры Изиане пропускала из-за своего «дурного» характера.
13 июня 2008 года во время матча квалификационного турнира к Олимпиаде – 2008 (за 2 месяца до олимпийского турнира) со сборной Белоруссией баскетболистка отказалась выходить на площадку перед началом четвёртой четверти, обвинив членов команды в неудачах сборной, а затем заявила о том, что вернется в игру только тогда, когда посчитает нужным. Главный тренер Паулу Бассул отчислил Изиане из сборной.
20 июля 2012 года (за 8 дней до начала олимпийского турнира) Конфедерация баскетбола Бразилии объявила об отчислении Изиане Кастро Маркес из-за «поведения за пределами игровой площадки». Особенность ситуации придавал тот факт, что сборная Бразилии уже не могла дозаявить другого игрока и ей пришлось играть на Олимпиаде 11 баскетболистками вместо положенных 12.
| Сборная              | Сезон | Место | Чемпионат | Чемпионат | Чемпионат | Чемпионат |
| Сборная              | Сезон | Место | Игр       | Очк       | Подб      | Перед     |
| -------------------- | ----- | ----- | --------- | --------- | --------- | --------- |
| ЧМ (до 19 лет)       | 2001  | 7     | 7         | 13,0      | 3,0       | 1,4       |
| Чемпионат Америки    | 2001  | 1     | 3         | 3,0       | -         | -         |
| Чемпионат Америки    | 2003  | 1     | 4         | 17,2      | 2         | 2,8       |
| Чемпионат Америки    | 2007  | 3     | 5         | 18,0*     | 2,8       | 2,2       |
| Чемпионат мира       | 2002  | 7     | 9         | 4,9       | 2,1       | 0,4       |
| Чемпионат мира       | 2006  | 4     | 9         | 16,9*     | 3,0       | 1,2       |
| Чемпионат мира       | 2010  | 9     | 8         | 13,4      | 1,9       | 1,1       |
| Олимпиада            | 2004  | 4     | 8         | 15,0      | 2,6       | 2,5       |
| Даймонд Болл         | 2004  | 3     | 3         | 10,7      | 2,7       | 0,7       |
| Панамериканские игры | 2011  | 3     | 4         | 15,5      | -         | -         |

* — лучший показатель в команде

## Достижения
- Бронзовый призёр Панамериканских игр: 2011
- Чемпион Америки: 2001, 2003
- Бронзовый призёр чемпионата Америки: 2007
- Обладатель  кубка Европы ФИБА: 2003
- Чемпион Бразилии: 2007
- Серебряный призёр чемпионата Чехии: 2006
- Бронзовый призёр чемпионата России: 2005
- Обладатель  кубка России: 2005
- Финалист  кубка Испании: 2002, 2004
- Финалист  кубка Франции: 2003
- Чемпион штата Сан-Паулу: 2007